# Manuel Lobo
Manuel Lobo (Verdepia do Ruivo, 19 de febrero de 1635 - Buenos Aires, 7 de enero de 1683) fue un administrador colonial portugués.

## Biografía
Nació en Portugal. Se desempeñó como gobernador de la Capitanía de Río de Janeiro durante la segunda mitad del siglo XVII. 
El 20 de enero de 1680 tomó posesión de la isla San Gabriel (en ese momento en territorio español), donde mandó erigir una fortificación. Fundó la aldea que denominó Colônia do Santíssimo Sacramento (actualmente una ciudad ubicada en el sudoeste de Uruguay), frente a la entonces aldea de Buenos Aires (Argentina).
El 25 de febrero de 1680, Manuel Lobo escribió a la cámara de São Paulo, les comunicó su feliz llegada, agradeció la ayuda brindada por esa institución y pidió auxilio de mantenimiento, pues le faltaban víveres. El 7 de agosto de 1680 no pudo resistir un ataque de una importante escuadra española, formada por soldados españoles, criollos (nacidos en la colonia) y cientos de indios guaraníes comandados por los jesuitas.
Lobo fue encarcelado en Buenos Aires, donde debido a los malos tratos murió dos años después, durante el verano austral, el 7 de enero de 1683, a los 47 años.